# Васа Железнова
„Васа Железнова” је југословенски ТВ филм из 1977. године. Режирао га је Дејан Мијач а сценарио је написан по делу Максима Горког.

## Улоге
| Глумац                 | Улога |
| ---------------------- | ----- |
| Војислав Воја Брајовић |       |
| Бранко Цвејић          |       |
| Стојан Дечермић        |       |
| Слободан Ђурић         |       |
| Рада Ђуричин           |       |
| Љиљана Крстић          |       |
| Цвијета Месић          |       |
| Дијана Шпорчић         |       |
| Власта Велисављевић    |       |
| Мирјана Вукојчић       |       |